# Station to Station (песня)
«Station to Station» — композиция Дэвида Боуи. Она была сочинена и записана на Cherokee Studios, Лос-Анджелес в 1975 году и выпущена в январе 1976 года как титульный трек в альбоме Station to Station.

## Композиция
Это самая длинная песня в дискографии Боуи, её длительность чуть больше 10 минут. Песня начинается с гудения, сопровождаемого несколькими стонами гитары и звуками проезжающих поездов. Лирика содержит различные литературные и мистические отсылки: от Шекспира («таковы вещи, из которых сотканы мечты») до Алистера Кроули, каббалы и гностицизма. Именно в этом треке Боуи представляет себя как Измождённый Белый Герцог («Thin White Duke»). Она также содержит часто цитируемые стихи: «Это не побочные эффекты кокаина / я думаю, что это должна быть любовь».

## Список композиций
1. «Station to Station» (Боуи) — 3:40
2. «TVC 15» (Боуи) — 4:40

## Участники записи
- Продюсеры:
  - Гарри Маслин
  - Дэвид Боуи
- Музыканты:
  - Карлос Аломар — ритм-гитара
  - Рой Биттан — пианино, орган
  - Дэвид Боуи — вокал, акустическая гитара
  - Деннис Дэвис — ударные
  - Гарри Маслин — мелодика, звуки проезжающих поездов
  - Джордж Мюррей — бас-гитара
  - Уоррен Пис — перкуссия, бэк-вокал
  - Эрл Слик — соло-гитара